# Rijksstraatweg (Groningen)
De Rijksstraatweg is de belangrijkste verbindingsweg door de dorpen Haren en Glimmen in de Nederlandse provincie Groningen. De weg loopt voor een groot deel over de Hondsrug. De huidige Rijksstraatweg loopt van de Verlengde Hereweg (Groningen) in het noorden tot de grens met de provincie Drenthe. De weg loopt vanaf de Esserweg langs Essen, Dilgt en Hemmen naar het centrum van Haren en langs de jaren 1970-wijk Maarwold en Haren-Midden verder via Lutsborg en Voorveld naar Harendermolen. De Rijksstraatweg gaat vervolgens dwars door het dorp Glimmen om vervolgens voorbij dit dorp en de voormalige herberg de Groninger Punt de Drentsche Aa (Punterdiep) over te steken en daarmee de Drentse grens. Daar gaat de weg over in de Groningerstraat (De Punt)
De weg kan qua adressering worden verdeeld in twee stukken, te weten: de adressen van Haren, lopend van huisnummer 1 tot 384 en die van Glimmen van 1 tot 138. De scheiding ligt bij de Viaductweg in Haren.
De weg is bekend om de vele villa's die erlangs gebouwd zijn. Vermoedelijk omdat er ook veel agrarische bebouwing langs de weg was gelegen, is de Rijksstraatweg in tegenstelling tot de Verlengde Hereweg echter nooit helemaal volgebouwd. Langs de Rijksstraatweg staan ten noorden van Haren verder onder andere het Henri Daniel Guyot Instituut voor doven, het Voetbalstadion Esserberg en de Hortus Haren. Tussen Haren en Glimmen liggen een aantal natuurgebieden, zoals het Quintusbos.Ten zuiden van Glimmen bevindt zich pompstation De Punt, dat sinds 1881 het winpunt voor vormt water uit de Drentsche Aa van het Waterbedrijf Groningen.

## Geschiedenis
De weg werd vroeger 'heirweg' (handelsweg) of Heereweg genoemd omdat het van oudsher de belangrijkste verbinding was tussen de stad Groningen en Coevorden en daarmee tot de rest van het land. Deze weg splitste zich bij Harendermolen in twee routes naar het zuiden:
- De Lage Herenweg of de Pundertijk (Punterdijck) liep voorbij de herberg de Groninger Punt over een voorde door de Drentsche Aa (Punterdiep). Deze en route was vanaf de late middeleeuwen de belangrijkste verbindingsroute en was ook de route waar later de Rijksstraatweg overheen werd gelegd.
- De Hoge Herenweg door de Appelbergen, die verder liep over de Hondsrug en vervolgens verder door de Besloten Venen langs de Zuidlaarderweg en de Groningerstraat verder naar het zuiden. Het vormde een langere (maar drogere) route naar Coevorden.[2] Tegenwoordig is het (onverharde) deel van deze weg door het natuurgebied de Appelbergen niet meer volledig toegankelijk voor auto's.

De heirweg was de belangrijkste aanvalsroute naar de stad, waarover bijvoorbeeld Frederik van Blankenheim (1401) en Bernhard van Galen (1672) optrokken naar de stad. Na de aanval van de laatste werd dan ook de Helperlinie aangelegd voor de stadswallen. 
Van origine bestond de weg uit een karrenspoor. In de 15e eeuw was de weg in onderhoud bij een kluizenaar, die in ruil daarvoor mocht wonen in het Harener Holt. Later werden omwonenden verplicht tot het onderhoud aan de weg in ruil voor zogenoemd 'stuiversbier'. In 1654 werd de eerste verharding van de weg aangebracht door op sommige plaatsen veldkeien te leggen. Met de aanleg van het Sterrebos in 1741 werden ook bomen langs de weg geplant. Van oudsher droeg de hele weg vanaf de Herepoort tot de Drentse grens dezelfde naam. In 1824 werd het Harense deel echter bestraat en overgedragen aan het Rijk en kreeg het de aanduiding Rijksstraatweg. Deze benaming gold voor de hele weg tot aan de Harense gemeentegrens bij het Sterrebos. Na de annexatie van het gebied tot de Natte brug in 1885 en de annexatie van het dorp Helpman door de stad Groningen in 1915, werd het nieuwe Groningse deel hernoemd tot Verlengde Hereweg. Plannen in 1968 en 1969 om de weg te hernoemen tot 'Hoofdweg' haalden het niet. In 2019 werd de hele gemeente Haren geannexeerd door Groningen en sindsdien ligt de hele weg binnen deze gemeente. In de tweede helft van de 20e eeuw werd de weg na de aanleg van de A28 (1961-1986) omgevormd tot een lokale weg. Mogelijk heeft ook de heropening van Station Haren in 1968 tot een verdere vermindering van het verkeer geleid. Het centrum van Haren werd begin 21e eeuw heringericht volgens het principe van shared space.

## Villa's
Langs de weg staan een groot aantal villa's en andere buitenhuizen. De oudste hiervan was het bisschoppelijke hof te Hemmen, dat op zijn laatst uit de 14e eeuw dateerde en begin 19e eeuw werd vervangen door het Huis te Hemmen. Een ander bekend buitenhuis was de Emdaborg (18e eeuw). Bij Glimmen lagen de versterking Weerdenbras (16e eeuw) en het Huis te Glimmen (13e eeuw). Een ware bouwgolf startte vanaf 1870, toen de vestingwallen en de Helperlinie in het kader van de Vestingwet verdwenen en industrieel Jan Evert Scholten in 1872 Villa Gelria liet bouwen. Vervolgens begonnen meer gegoeden uit de stad Groningen met de bouw van buitens langs de weg, hetgeen vergemakkelijkt werd doordat in die tijd ook de trambaan van de Tramweg-Maatschappij Zuidlaren – Groningen er langs werd aangelegd. Een groot aantal van deze landhuizen werden gerealiseerd tussen 1900 en 1930, toen landbouwers (zoals Bolhuis, van Hemmen, Takens en Hemmes) grote stukken grond als bouwterrein verkochten, waar vervolgens een aantal woningen werden gebouwd voor vooral renteniers. Een aantal villa's werd ook weer afgebroken, zoals de villa's Rezaggo en De Kamp. De bekendste villa is 't Huis de Wolf uit 1892. Nadat dit huis en omringende landerijen in 1916 aangekocht werden door de Nederlandse staat, liet deze er in de jaren 1960 zorgcentrum Beatrixoord en het Biologisch Centrum bouwen en de Hortus Haren aanleggen. Later werden deze eigendom van de Rijksuniversiteit Groningen. In 't huis de Wolf was van de jaren 1960 tot de jaren 1990 het Polemologisch Instituut gevestigd. Eind 20e eeuw werd het huis verkocht en volledig gerenoveerd.
Aan de Rijksstraatweg zijn de volgende rijks- en gemeentelijke monumenten te vinden:		
| Object | Plaats  | Bouwjaar                             | Architect             | Monument                                                    | Afbeelding |
| --- | ------- | ------------------------------------ | --------------------- | ----------------------------------------------------------- | ---------- |
| Rijksstraatweg 9 (Vossenplaats)                                                                                      | Haren   | 1784                                 |                       | 0017/wikinr35                                               |            |
| Rijksstraatweg 10 (Boerderij)                                                                                        | Haren   | 19e eeuw                             |                       | RM 20276                                                    |            |
| Rijksstraatweg 12 (Esserhuis)                                                                                        | Haren   | 1929                                 | Kuiler en Drewes      | 0017/wikinr36                                               |            |
| Rijksstraatweg 15 (De Zonnewijzer)                                                                                   | Haren   | ca. 1928                             | A.R. Wittop Koning    | 0017/wikinr37                                               |            |
| Rijksstraatweg 17 (De Dilgt)                                                                                         | Haren   | 1926                                 | A.R. Wittop Koning    | RM 513840 RM 513841 RM 513842                               |            |
| Rijksstraatweg 19 (Villa Anna)                                                                                       | Haren   | 1903                                 |                       | RM 513853                                                   |            |
| Rijksstraatweg 24 (Villa Esserberg)                                                                                  | Haren   | 1850                                 |                       | 0017/wikinr38                                               |            |
| Rijksstraatweg 32 (Villa)                                                                                            | Haren   | 1932                                 | Adriaan van der Weele | RM 513844 RM 513845                                         |            |
| Rijksstraatweg 45 (De Wyk)                                                                                           | Haren   | 1919                                 | K.P.C. de Bazel       | RM 513870                                                   |            |
| Rijksstraatweg 47 (boerderij)                                                                                        | Haren   | eind 19de eeuw                       |                       | 0017/wikinr39                                               |            |
| Rijksstraatweg 50 (De Holten)                                                                                        | Haren   | 1924                                 | Jan en Geert Siccama  | 0017/wikinr40                                               |            |
| Rijksstraatweg 55-57 (Polderhym)                                                                                     | Haren   | begin 20ste eeuw                     | Derk Smit (jr.)       | 0017/wikinr41                                               |            |
| Rijksstraatweg 59 (Huize Welkom)                                                                                     | Haren   | 1919                                 | M.G. Eelkema          | 0017/wikinr42                                               |            |
| Rijksstraatweg 63 (Henri Daniel Guyot Instituut, Huize Hemmen)                                                       | Haren   | 1805 ca. 1841 (verb.) 1918 (verb.)   | adres                 | 0017/wikinr43                                               |            |
| Rijksstraatweg 69 (Linquenda)                                                                                        | Haren   | rond 1910                            |                       | RM 513789 RM 513790                                         |            |
| Rijksstraatweg 70 ( 't Klaverblad)                                                                                   | Haren   | 1916                                 | A.L. van Wissen       | RM 513854                                                   |            |
| Rijksstraatweg 73 (De Laankamp)                                                                                      | Haren   | 1926                                 | Haatje Hillebrands    | RM 513866                                                   |            |
| Rijksstraatweg 76 ('t Huis de Wolf) (koetshuis/dienstwoning; was nr. 74)                                             | Haren   | 1892                                 |                       | RM 513792 RM 513793                                         |            |
| Rijksstraatweg 98, 98-1 en 98 a-g (Woningblok)                                                                       | Haren   | 1936                                 | Wildeboer en Overzet  | 0017/wikinr44                                               |            |
| Rijksstraatweg 126 (Woonhuis)                                                                                        | Haren   | 1908                                 |                       | 0017/wikinr45                                               |            |
| Rijksstraatweg 133 (oliemolen De Hoop)                                                                               | Haren   | 1843                                 |                       | RM 20274                                                    |            |
| Rijksstraatweg 135-141 (De Hoop, woningen en schuren                                                                 | Haren   |                                      |                       | RM 20275                                                    |            |
| Rijksstraatweg 143-149 (hoekpand)                                                                                    | Haren   | 1925                                 |                       | 0017/wikinr46                                               |            |
| Rijksstraatweg 188 (Nicolaaskerk)                                                                                    | Haren   | 1200-1250                            |                       | RM 20272 RM 20273                                           |            |
| Rijksstraatweg 215 (Terborgshof, ook wel Terborghs Hof)                                                              | Haren   | ca. 1930                             | Nijhuis en Reker      | 0017/wikinr47                                               |            |
| bij Rijksstraatweg 226 (Tramwachthuisje)                                                                             | Haren   | verm. rond 1921                      |                       | RM 513860                                                   |            |
| Rijksstraatweg 240 (Huize de Hondsrug, vroeger Huize De Kempenaar)                                                   | Haren   | 1913                                 | Gerhardus Knuttel     | RM 513855                                                   |            |
| Rijksstraatweg 242 (Villa)                                                                                           | Haren   | 1913                                 | Kuiler & Drewes       | RM 513837 RM 513838                                         |            |
| Rijksstraatweg 263 (Woonhuis)                                                                                        | Haren   | ca. 1908                             |                       | 0017/wikinr48                                               |            |
| Rijksstraatweg 290 (De Eshof, begraafplaats) (baarhuisje) (poortgebouw) (begraafplaatshek) (schuurtje) (zonnewijzer) | Haren   | 1885 ca. 185 1918 ca. 1885 1918 1919 | Kuiler & Drewes       | RM 513801 RM 513802 RM 513803 RM 513804 RM 513806 RM 513807 |            |
| Rijksstraatweg t.o. 326 (Tramwachthuisje/transformatorgebouw)                                                        | Haren   | 1926                                 |                       | RM 513861                                                   |            |
| Rijksstraatweg 333 ('De Vennen, hoofdkantoor van Het Groninger Landschap)                                            | Haren   | 1920                                 | A.R. Wittop Koning    | 0017/wikinr49                                               |            |
| Rijksstraatweg 342 (Het Fortje)                                                                                      | Haren   | ca. 1928                             | Egb. Reitsma          | 0017/wikinr50                                               |            |
| Rijksstraatweg 348 (Villa)                                                                                           | Haren   | 1898                                 |                       | RM 513809 RM 513810                                         |            |
| Rijksstraatweg 353 ( 't Zunneke)                                                                                     | Haren   | 1926                                 | M. de Vries Azn.      | RM 513856                                                   |            |
| Rijksstraatweg 364 (Boerderij)                                                                                       | Haren   |                                      |                       | RM 20277                                                    |            |
| Rijksstraatweg 368 (Mimosa)                                                                                          | Haren   | 1904                                 |                       | 0017/wikinr51                                               |            |
| Rijksstraatweg 373 (dubbel woonhuis)                                                                                 | Haren   | ca. 1917                             |                       | 0017/wikinr52                                               |            |
| Rijksstraatweg 377 (Woonhuis)                                                                                        | Haren   | 1927                                 | K. Zevenberg          | RM 513862                                                   |            |
| Rijksstraatweg 381 (De Dobbe)                                                                                        | Haren   | 1931                                 | Kuiler & Drewes       | RM 513847 RM 513848                                         |            |
| Rijksstraatweg 384 (De Vreeburgh)                                                                                    | Haren   | ca. 1922                             |                       | 0017/wikinr53                                               |            |
| Rijksstraatweg 1 (Zonnelust)                                                                                         | Glimmen | ca. 1926                             |                       | 0017/wikinr8                                                |            |
| Rijksstraatweg 4 (Weltevreden, landhuis)                                                                             | Glimmen | 1806                                 |                       | RM 20286                                                    |            |
| Rijksstraatweg 5 (Weltevreden, boerderij)                                                                            | Glimmen | 1867                                 |                       | RM 513869                                                   |            |
| Rijksstraatweg 12 (Haaksbergen )                                                                                     | Glimmen | 1849                                 |                       | 0017/wikinr9                                                |            |
| Rijksstraatweg 15 (Kooykamp)                                                                                         | Glimmen | 1894                                 |                       | 0017/wikinr10                                               |            |
| Rijksstraatweg 17 (Huis te Glimmen, voorm. Boswachterswoning)                                                        | Glimmen | mog. ca. 1820                        |                       | RM 20284                                                    |            |
| Rijksstraatweg 19 (Quintushoeve)                                                                                     | Glimmen | 1880                                 |                       | 0017/wikinr11                                               |            |
| Rijksstraatweg 62-64 (Woonhuis)                                                                                      | Glimmen | ca. 1927                             |                       | 0017/wikinr12                                               |            |
| Rijksstraatweg 63 (Woonhuis)                                                                                         | Glimmen | eind 19de eeuw                       |                       | 0017/wikinr13                                               |            |
| Rijksstraatweg 77 (De Brinkkamp)                                                                                     | Glimmen | 1920                                 | A.R. Wittop Koning    | RM 514056 RM 514057 RM 514058                               |            |
| Rijksstraatweg 81 (Welgelegen)                                                                                       | Glimmen | voor 1838                            |                       | RM 20285                                                    |            |
| Rijksstraatweg 124 (Woonhuis)                                                                                        | Glimmen | ca. 1900                             |                       | 0017/wikinr14                                               |            |
| Rijksstraatweg 126 (Woonhuis)                                                                                        | Glimmen | ca. 1840                             |                       | 0017/wikinr15                                               |            |
| Rijksstraatweg 136 (Weerdenbras)                                                                                     | Glimmen | 1877                                 |                       | 0017/wikinr16                                               |            |
| Rijksstraatweg 138 (De Groninger Punt)                                                                               | Glimmen | 1736                                 |                       | RM 528716 0017/wikinr17                                     |            |